# Leeds United Association Football Club 2021-2022
Questa pagina raccoglie i dati riguardanti il Leeds United Football Club nelle competizioni ufficiali della stagione 2021-2022.

## Stagione
La stagione 2021-22 è stato il 94º campionato professionistico per il club del West Yorkshire, la seconda stagione consecutiva in Premier League. Questa stagione ha visto il Leeds impegnato, oltre che in campionato, anche in FA Cup ed in League Cup.
Marcelo Bielsa viene riconfermato sulla panchina del Leeds per un anno, fino al 30 giugno 2022. La stagione ufficiale del Leeds inizia il 14 agosto 2021, con una sonora sconfitta per 5-1, sul campo del Manchester United. La prima vittoria arriva in Carabao Cup, il 24 agosto seguente, con un 3-0 sul Crewe. Seguono 2 pareggi in campionato, 2-2 in casa con l'Everton e 1-1 a Burnley.
In League Cup, denominata Carabao Cup per motivi di sponsorizzazione, dopo aver superato il Crewe Alexandra 3-0 nel secondo turno ed aver vinto ai rigori contro il Fulham nel terzo turno, viene eliminato al turno successivo dall'Arsenal, perdendo 2-0 in trasferta.
In FA Cup, il West Ham Utd vincendo per 2-0 nel terzo turno, elimina i Peacocks dalla competizione.
Il 27 febbraio 2022, dopo i risultati negativi e con la squadra in zona retrocessione, la società decide di esonerare il mister Marcelo Bielsa e, di conseguenza, il suo staff; il giorno seguente viene ingaggiato come nuovo allenatore Jesse Marsch.
Il 22 maggio 2022, con la vittoria esterna per 2-1 contro il Brentford, e la contemporanea sconfitta interna del Burnley contro il Newcastle Utd con il medesimo punteggio, conclude il campionato di Premier League al 17º posto, raggiungendo la salvezza.

## Maglie e sponsor
Lo sponsor tecnico del Leeds per la stagione 2021-2022 è l'azienda tedesca, Adidas. Lo sponsor che compare sulle maglie è Sbotop, bookmaker indipendente specializzata in scommesse sportive; lo sleeve sponsor è BOXT, azienda britannica specializzata in Smart Home Heating Systems & Installation.
| Casa | Trasferta | Terza divisa |

## Rosa
Rosa e numerazione aggiornata al 27 dicembre 2021.
| N. |                             | Ruolo | Calciatore                  |
| -- | --------------------------- | ----- | --------------------------- |
| 1  | Francia (bandiera)          | P     | Illan Meslier               |
| 2  | Inghilterra (bandiera)      | D     | Luke Ayling (vice-capitano) |
| 3  | Rep. Dominicana (bandiera)  | D     | Junior Firpo                |
| 4  | Inghilterra (bandiera)      | C     | Adam Forshaw                |
| 5  | Germania (bandiera)         | D     | Robin Koch                  |
| 6  | Scozia (bandiera)           | D     | Liam Cooper (capitano)      |
| 9  | Inghilterra (bandiera)      | A     | Patrick Bamford             |
| 10 | Brasile (bandiera)          | C     | Raphinha                    |
| 11 | Galles (bandiera)           | A     | Tyler Roberts               |
| 13 | Norvegia (bandiera)         | P     | Kristoffer Klaesson         |
| 14 | Spagna (bandiera)           | D     | Diego Llorente              |
| 15 | Irlanda del Nord (bandiera) | C     | Stuart Dallas               |
| 17 | Portogallo (bandiera)       | C     | Hélder Costa                |
| 19 | Spagna (bandiera)           | A     | Rodrigo                     |
| 20 | Galles (bandiera)           | C     | Daniel James                |
| 21 | Paesi Bassi (bandiera)      | D     | Pascal Struijk              |
| 22 | Inghilterra (bandiera)      | C     | Jack Harrison               |

| N. |                        | Ruolo | Calciatore            |
| -- | ---------------------- | ----- | --------------------- |
| 23 | Inghilterra (bandiera) | C     | Kalvin Phillips       |
| 26 | Inghilterra (bandiera) | C     | Lewis Bate            |
| 30 | Inghilterra (bandiera) | A     | Joe Gelhardt          |
| 33 | Norvegia (bandiera)    | D     | Leo Hjelde            |
| 35 | Inghilterra (bandiera) | D     | Charlie Cresswell     |
| 37 | Inghilterra (bandiera) | D     | Cody Drameh           |
| 38 | Paesi Bassi (bandiera) | A     | Crysencio Summerville |
| 39 | Scozia (bandiera)      | C     | Stuart McKinstry      |
| 42 | Inghilterra (bandiera) | A     | Sam Greenwood         |
| 43 | Polonia (bandiera)     | C     | Mateusz Klich         |
| 45 | Scozia (bandiera)      | C     | Liam McCarron         |
| 46 | Inghilterra (bandiera) | C     | Jamie Shackleton      |
| 47 | Inghilterra (bandiera) | C     | Jack Jenkins          |
| 52 | Inghilterra (bandiera) | D     | Kris Moore            |
| 54 | Inghilterra (bandiera) | D     | Nohan Kenneh          |
| 63 | Inghilterra (bandiera) | C     | Archie Gray           |

## Calciomercato

### Sessione estiva(dall'1/7 al 31/8)
| Acquisti | Acquisti            | Acquisti             | Acquisti                |
| R.       | Nome                | da                   | Modalità                |
| -------- | ------------------- | -------------------- | ----------------------- |
| P        | Kristoffer Klaesson | Vålerenga            | definitivo (1,6 mln £)  |
| P        | Matthew Turner      | Haverfordwest County | fine prestito           |
| D        | Laurens De Bock     | Zulte Waregem        | fine prestito           |
| D        | Barry Douglas       | Blackburn            | fine prestito           |
| D        | Junior Firpo        | Barcellona           | definitivo (12,8 mln £) |
| D        | Leo Hjelde          | Celtic               | definitivo              |
| D        | Bryce Hosannah      | Bradford City        | fine prestito           |
| C        | Lewis Bate          | Chelsea              | definitivo              |
| C        | Mateusz Bogusz      | UD Logroñés          | fine prestito           |
| C        | Robbie Gotts        | Salford City         | fine prestito           |
| C        | Jack Harrison       | Manchester City      | riscattato (11 mln £)   |
| C        | Alfie McCalmont     | Oldham Athletic      | fine prestito           |
| C        | Sean McGurk         | Wigan                | definitivo              |
| C        | Amari Miller        | Birmingham City      | definitivo              |
| C        | Eunan O'Kane        | Luton Town           | fine prestito           |
| C        | Jordan Stevens      | Bradford City        | fine prestito           |
| A        | Ryan Edmondson      | Northampton Town     | fine prestito           |
| A        | Daniel James        | Manchester Utd       | definitivo (25 mln £)   |
| A        | Rafa Mújica         | Las Palmas           | fine prestito           |
| A        | Kun Temenuzhkov     | Real Unión           | fine prestito           |

| Cessioni | Cessioni        | Cessioni       | Cessioni         |
| R.       | Nome            | a              | Modalità         |
| -------- | --------------- | -------------- | ---------------- |
| P        | Elia Caprile    | Pro Patria     | prestito         |
| P        | Kiko Casilla    | Elche          | prestito         |
| P        | Matthew Turner  | Cardiff City   | fine contratto   |
| D        | Ezgjan Alioski  | Al-Ahli        | fine contratto   |
| D        | Gaetano Berardi |                | fine contratto   |
| D        | Oliver Casey    | Blackpool      | definitivo       |
| D        | Leif Davis      | Bournemouth    | prestito         |
| D        | Laurens De Bock | Zulte Waregem  | rinnovo prestito |
| D        | Barry Douglas   | Lech Poznań    | fine contratto   |
| D        | Bryce Hosannah  | Wrexham        | definitivo       |
| D        | Niall Huggins   | Sunderland     | definitivo       |
| C        | Mateusz Bogusz  | Ibiza          | prestito         |
| C        | Ouasim Bouy     | Al-Kharitiyath | fine contratto   |
| C        | Hélder Costa    | Valencia       | prestito         |
| C        | Cole Gibbon     |                | fine contratto   |
| C        | Robbie Gotts    | Barrow         | definitivo       |
| C        | Pablo Hernández | Castellón      | fine contratto   |
| C        | Alfie McCalmont | Morecambe      | prestito         |
| C        | Eunan O'Kane    |                | fine contratto   |
| C        | Ian Poveda      | Blackburn      | prestito         |
| C        | Jordan Stevens  | Barrow         | definitivo       |
| A        | Ryan Edmondson  | Fleetwood Town | prestito         |
| A        | Niklas Haugland |                | fine contratto   |
| A        | Rafa Mújica     | Las Palmas     | definitivo       |
| A        | Kun Temenuzhkov | Real Unión     | prestito         |

### Sessione domestica(dall'1/9 al 17/10)
| Acquisti | Acquisti | Acquisti | Acquisti |
| R.       | Nome     | da       | Modalità |
| -------- | -------- | -------- | -------- |

| Cessioni | Cessioni        | Cessioni | Cessioni   |
| R.       | Nome            | a        | Modalità   |
| -------- | --------------- | -------- | ---------- |
| A        | Jimiel Chikukwa | Watford  | definitivo |

### Operazioni esterne(dall'1/9 al 2/1)
| Acquisti | Acquisti | Acquisti | Acquisti |
| R.       | Nome     | da       | Modalità |
| -------- | -------- | -------- | -------- |

| Cessioni | Cessioni | Cessioni | Cessioni |
| R.       | Nome     | a        | Modalità |
| -------- | -------- | -------- | -------- |

### Sessione invernale(dal 3/1 al 31/1)
| Acquisti | Acquisti        | Acquisti       | Acquisti             |
| R.       | Nome            | da             | Modalità             |
| -------- | --------------- | -------------- | -------------------- |
| A        | Ryan Edmondson  | Fleetwood Town | risoluzione prestito |
| A        | Mateo Fernández | Espanyol       | definitivo           |

| Cessioni | Cessioni       | Cessioni          | Cessioni |
| R.       | Nome           | a                 | Modalità |
| -------- | -------------- | ----------------- | -------- |
| D        | Cody Drameh    | Cardiff City      | prestito |
| A        | Ryan Edmondson | Port Vale         | prestito |
| A        | Josh Galloway  | Utd of Manchester | prestito |
| A        | Bobby Kamwa    | Dunfermline       | prestito |

## Risultati

### Premier League

#### Girone di andata
| Arbitro: | Tierney (Lancashire) |

|                                                |           |            |
| Fernandes 30’, 53’, 60’ Greenwood 51’ Fred 68’ | Marcatori | 48’ Ayling |

| Arbitro: | Darren (South Yorkshire) |

|                                |           |                                   |
| Mateusz Klich 41’ Raphinha 71’ | Marcatori | 31’ (rig.) Calvert-Lewin 50’ Gray |

| Arbitro: | Oliver (Northumberland) |

|          |           |             |
| Wood 61’ | Marcatori | 86’ Bamford |

| Arbitro: | Pawson (South Yorkshire) |

|  |           |                                  |
|  | Marcatori | 20’ Salah 50’ Fabinho 90+2’ Mané |

| Arbitro: | Dean (Wirral) |

|                   |           |             |
| Saint-Maximin 44’ | Marcatori | 13’ Raphael |

| Arbitro: | Friend (Leicestershire) |

|              |           |                              |
| Raphinha 19’ | Marcatori | 67’ (aut.) Firpo 90’ Antonio |

| Arbitro: | Hooper (Wiltshire) |

|              |           |  |
| Llorente 18’ | Marcatori |  |

| Arbitro: | Coote (Nottinghamshire) |

|           |           |  |
| Broja 53’ | Marcatori |  |

| Arbitro: | Jones (Merseyside) |

|                    |           |              |
| Rodrigo 94’ (rig.) | Marcatori | 10’ Hee-chan |

| Arbitro: | Taylor (Cheshire) |

|                 |           |                          |
| Omobamidele 58’ | Marcatori | 56’ Raphinha 60’ Rodrigo |

| Arbitro: | Darren (South Yorkshire) |

|              |           |            |
| Raphinha 26’ | Marcatori | 28’ Barnes |

| Arbitro: | Marriner (West Midlands) |

|                           |           |           |
| Højbjerg 58’ Reguilón 69’ | Marcatori | 44’ James |

| Brighton 27 novembre 2021, ore 15:00 WET 13ª giornata | Brighton                 | 0 – 0 referto | Leeds Utd | Falmer Stadium (31 166 spett.)\| Arbitro: \| Pawson (South Yorkshire) \| |
| Arbitro:                                              | Pawson (South Yorkshire) |               |           |                                                                          |

| Arbitro: | Friend (Leicestershire) |

|                       |           |  |
| Raphinha 90+3’ (rig.) | Marcatori |  |

| Arbitro: | Coote (Nottinghamshire) |

|                           |           |                        |
| Roberts 27’ Bamford 90+6’ | Marcatori | 54’ Baptiste 61’ Canós |

| Arbitro: | Kavanagh (Lancashire) |

|                                      |           |                                  |
| Mount 42’ Jorginho 58’, 90+4’ (rig.) | Marcatori | 27’ (rig.) Raphinha 83’ Gelhardt |

| Arbitro: | Tierney (Lancashire) |

|                                                                        |           |  |
| Foden 7’ Grealish 12’ De Bruyne 32’, 63’ Mahrez 49’ Stones 74’ Aké 78’ | Marcatori |  |

| Arbitro: | Marriner (West Midlands) |

|                     |           |                                             |
| Raphinha 75’ (rig.) | Marcatori | 16’, 28’ Martinelli 42’ Saka 84’ Smith-Rowe |

| Arbitro: | Oliver (Northumberland) |

|                                                                     |           |  |
| Salah 15’ (rig.), 35’ (rig.) Matip 30’ Mane 80’, 90’ van Dijk 90+3’ | Marcatori |  |

#### Girone di ritorno
| Arbitro: | Hooper (Wiltshire) |

|  |           |                                    |
|  | Marcatori | 22’ Coutinho 66’ Cash 73’ Chambers |

| Arbitro: | Tierney (Lancashire) |

|                                     |           |            |
| Harrison 39’ Dallas 77’ James 90+2’ | Marcatori | 54’ Cornet |

| Arbitro: | Dean (Wirral) |

|                       |           |                        |
| Bowen 34’ Fornals 52’ | Marcatori | 10’, 37’, 60’ Harrison |

| Arbitro: | Kavanagh (Lancashire) |

|  |           |             |
|  | Marcatori | 75’ Shelvey |

| Arbitro: | Gillett |

|                              |           |                            |
| Coutinho 30’ Ramsey 38’, 43’ | Marcatori | 9’, 45’ James 63’ Llorente |

| Arbitro: | Scott (Oxfordshire) |

|                                  |           |  |
| Coleman 10’ Keane 23’ Gordon 78’ | Marcatori |  |

| Arbitro: | Tierney (Lancashire) |

|                          |           |                                                 |
| Rodrigo 21’ Raphinha 21’ | Marcatori | 34’ Maguire 45+5’ Fernandes 70’ Fred 88’ Elanga |

| Arbitro: | Pawson (South Yorkshire) |

|  |           |                                             |
|  | Marcatori | 10’ Doherty 15’ Kulusevski 27’ Kane 85’ Son |

| Arbitro: | Coote (Nottinghamshire) |

|            |           |  |
| Barnes 67’ | Marcatori |  |

| Arbitro: | Attwell (Warwickshire) |

|                            |           |              |
| Rodrigo 14’ Gelhardt 90+4’ | Marcatori | 90+1’ McLean |

| Arbitro: | Friend (Leicestershire) |

|                          |           |                                       |
| Jonny 26’ Trincão 45+11’ | Marcatori | 63’ Harrison 66’ Rodrigo 90+1’ Ayling |

| Arbitro: | Taylor (Cheshire) |

|              |           |                 |
| Harrison 29’ | Marcatori | 49’ Ward-Prowse |

| Arbitro: | Marriner (West Midlands) |

|  |           |                                       |
|  | Marcatori | 21’ Raphinha 73’ Rodrigo 85’ Harrison |

| Arbitro: | Taylor (Cheshire) |

|  |           |                                 |
|  | Marcatori | 4’ Mount 55’ Pulisic 83’ Lukaku |

| Croydon 25 aprile 2022, ore 20:00 34ª giornata BST | Crystal Palace            | 0 – 0 referto | Leeds Utd | Selhurst Park (25 357 spett.)\| Arbitro: \| England (South Yorkshire) \| |
| Arbitro:                                           | England (South Yorkshire) |               |           |                                                                          |

| Arbitro: | Tierney (Lancashire) |

|  |           |                                               |
|  | Marcatori | 13’ Rodri 54’ Aké 78’ Jesus 90+3’ Fernandinho |

| Arbitro: | Kavanagh (Lancashire) |

|                 |           |              |
| Nketiah 5’, 10’ | Marcatori | 66’ Llorente |

| Arbitro: | Dean (Wirral) |

|             |           |             |
| Struijk 90’ | Marcatori | 21’ Welbeck |

| Arbitro: | Tierney (Lancashire) |

|           |           |                                    |
| Canós 78’ | Marcatori | 56’ (rig.) Raphinha 90+4’ Harrison |

### FA Cup

#### Turni eliminatori
| Arbitro: | Attwell (Warwickshire) |

|                         |           |  |
| Lanzini 34’ Bowen 90+3’ | Marcatori |  |

### League Cup

#### Turni eliminatori
| Arbitro: | Speedie |

|                                |           |  |
| Phillips 79’ Harrison 85’, 90’ | Marcatori |  |

| Arbitro: | Robinson (West Sussex) |

|                                                                   |                      |                                                                |
| Onomah Cavaleiro Kebano Bryan Hector Decordova-Reid Rodrigo Muniz | Tiri di rigore 5 – 6 | Rodrigo James Phillips Dallas Forshaw Firpo Gelhardt McKinstry |

| Arbitro: | Marriner (West Midlands) |

|                          |           |  |
| Chambers 55’ Nketiah 69’ | Marcatori |  |

## Statistiche

### Statistiche di squadra
Statistiche aggiornate al 24 maggio 2022.
| Competizione   | Punti        | In casa | In casa | In casa | In casa | In casa | In casa | In trasferta | In trasferta | In trasferta | In trasferta | In trasferta | In trasferta | Totale | Totale | Totale | Totale | Totale | Totale | DR  |
| Competizione   | Punti        | G       | V       | N       | P       | Gf      | Gs      | G            | V            | N            | P            | Gf           | Gs           | G      | V      | N      | P      | Gf     | Gs     | DR  |
| -------------- | ------------ | ------- | ------- | ------- | ------- | ------- | ------- | ------------ | ------------ | ------------ | ------------ | ------------ | ------------ | ------ | ------ | ------ | ------ | ------ | ------ | --- |
| Premier League | 38           | 19      | 4       | 6       | 9       | 19      | 38      | 19           | 5            | 5            | 9            | 23           | 41           | 38     | 9      | 11     | 18     | 42     | 79     | -37 |
| FA Cup         | Terzo turno  | 0       | 0       | 0       | 0       | 0       | 0       | 1            | 0            | 0            | 1            | 0            | 2            | 1      | 0      | 0      | 1      | 0      | 2      | -2  |
| League Cup     | Quarto turno | 1       | 1       | 0       | 0       | 3       | 0       | 2            | 0            | 1            | 1            | 0            | 2            | 3      | 1      | 1      | 1      | 3      | 2      | +1  |
| Totale         | -            | 20      | 5       | 6       | 9       | 22      | 38      | 22           | 5            | 6            | 11           | 23           | 45           | 42     | 10     | 12     | 20     | 45     | 83     | -38 |

### Andamento in campionato
| Giornata  | 1  | 2  | 3  | 4  | 5  | 6  | 7  | 8  | 9  | 10 | 11 | 12 | 13 | 14 | 15 | 16 | 17 | 18 | 19 | 20 | 21 | 22 | 23 | 24 | 25 | 26 | 27 | 28 | 29 | 30 | 31 | 32 | 33 | 34 | 35 | 36 | 37 | 38 |
| --------- | -- | -- | -- | -- | -- | -- | -- | -- | -- | -- | -- | -- | -- | -- | -- | -- | -- | -- | -- | -- | -- | -- | -- | -- | -- | -- | -- | -- | -- | -- | -- | -- | -- | -- | -- | -- | -- | -- |
| Luogo     | T  | C  | T  | C  | T  | C  | C  | T  | C  | T  | C  | T  | T  | C  | C  | T  | T  | C  | T  | C  | C  | T  | C  | T  | T  | C  | C  | T  | C  | T  | C  | T  | C  | T  | C  | T  | C  | T  |
| Risultato | P  | N  | N  | P  | N  | P  | V  | P  | N  | V  | N  | P  | N  | V  | N  | P  | P  | P  | P  | P  | V  | V  | P  | N  | P  | P  | P  | P  | V  | V  | N  | V  | P  | N  | P  | P  | N  | V  |
| Posizione | 20 | 16 | 15 | 17 | 17 | 18 | 16 | 17 | 17 | 17 | 15 | 17 | 17 | 15 | 14 | 15 | 16 | 16 | 15 | 16 | 15 | 16 | 15 | 15 | 15 | 16 | 16 | 16 | 16 | 16 | 16 | 16 | 16 | 17 | 18 | 18 | 18 | 17 |

Legenda:

Luogo: C = Casa; T = Trasferta. Risultato: V = Vittoria; N = Pareggio; P = Sconfitta.